# Am Chonthicha
Chonthicha Chaimanee (thaï : ชลธิชา ไชยมณี), aussi connue sous le nom de Am Chonthicha (thai: แอ้ม ชลธิชา), née le 28 mars 2005 à Amphoe Chanuman dans le province d'Amnat Charoen, est une chanteuse pop de mor lam thaïlandaise. Elle est l'une des vedettes du luk thung des années 2019, sa carrière ayant débuté en 2022 sous le label GMM Grammy,.

## Biographie
Elle étudie à l'école d'Chanumanwittayakhom, et membre du club To Be Number One de la princesse Ubolratana Rajakanya,. Elle chante en lao-Isan et en thaï. Elle a popularisé avec une chanson Kham Sanya Thee Chanuman (คำสัญญาที่ชานุมาน / La promesse à Chanuman) qui a écrit par Sala Khunnawut.

## Discographie

### Single

#### Song 'de
- 2022 : Kham Sanya Thee Chanuman (คำสัญญาที่ชานุมาน)
- 2022 : Khor Phorn Thao Wessuwan (ขอพรท้าวเวสสุวรรณวัดไร่ขิง)

#### GMM Grammy
- 2023 : Pha Daeng Khong Nong (ผาแดงของน้อง)
- 2023 : Tang Wai Ai Phu Bao (ตังหวายอายผู้บ่าว)
- 2023 : Hor Khao Sao Ban Nok (ห่อข้าวสาวบ้านนอก)[7]